# Euchrysops cyclopteris
Euchrysops cyclopteris is een vlinder uit de familie van de Lycaenidae. De wetenschappelijke naam van de soort is voor het eerst geldig gepubliceerd in 1876 door Arthur Gardiner Butler.